# Poike (Nouvelle-Zélande)
Poike ou Windermere est une banlieue de la cité de Tauranga, dans la région de la baie de l’Abondance de l’Île du Nord de la Nouvelle-Zélande.

## Démographie
Poike avait une population de 789 habitants lors du recensement de 2018 en Nouvelle-Zélande, en augmentation de 51 personnes ( soit 6,9 %)  depuis le recensement de 2013 mais une diminution de 15 personnes ( soit -1,9 %) depuis le recensement de 2006. 
Il y avait 261 logements et on comptait 375 hommes et 417 femmes, donnant un sexe-ratio de 0,9 homme pour une femme. 
L’âge médian était de 28,6 ans (comparé avec les 37,4 ans au niveau national), avec 198 personnes (soit 25,1 %) âgées de moins de 15 ans, 225 personnes (28,5 %) âgées de 15 à 29 ans, 312 personnes (soit 39,5 %) âgées de 30 à 64 ans, et 57 personnes (7,2 %) âgées de 65 ans ou plus.
L’ethnicité était pour 74,5 % européens/Pākehā, 32,3 % Māoris, 3,0 % personnes du Pacifique, 4,9 % asiatiques et 1,1 % d’une autre ethnicité (le total peut faire plus de 100 % dès lors qu’une personne peut s’identifier avec de multiples ethnies).
La  proportion de personnes nées outre-mer était de 16,0  %, comparée avec les 27,0 1% au niveau national.
Bien que certaines personnes objectent à donner leur religion, 60,8 % n’avaient aucune religion, 22,1 % étaient chrétiens, 0,4 % étaient hindouistes et 8,4 % avaient une autre religion.
Parmi ceux d’au moins 15 ans, 69 personnes (soit  11,7 %) avaient un niveau de bachelier ou un degré supérieur et 84 personnes (14,2 %) n’avaient aucune qualification formelle. 
Les revenus médians étaient de 26 900 $, comparés avec les 31 800 $ au niveau   national. 
Le statut d’emploi de ceux de plus de 15 ans était pour 312 personnes (soit 52,8 %): employées à plein temps, 102 personnes (17,3 %) étaient à temps partiel et 33 personnes (5,6 %) étaient sans emploi.

## Éducation
- L’ institut de technologie de Toi Ohomai (en) est basé dans la localité de Poike.

- L’école «Te Whakatipuranga », une école secondaire pour des parents adolescents, est aussi basée sur le même campus [2],[3].